# Чемпионат мира по шоссейным велогонкам 2019 — индивидуальная гонка (юниоры)
Индивидуальная гонка с раздельным стартом у юниоров  на чемпионате мира по шоссейному велоспорту 2019 года прошла 23 сентября в британском Харрогейте. Победу одержал итальянский велогонщик Антонио Тибери.

## Участники
Страны-участницы определялись на основании рейтинга UCI World Ranking. Максимальное количество гонщиков в команде не могло превышать 2 человек при условии что один из них участвует в групповой гонке. Помимо этого вне квоты могли участвовать действующие чемпионы континентальных чемпионатов. Всего участие приняло 63 участника из 35 стран.
| Национальные сборные (35)- Австралия U19 - Австрия U19 - Бельгия U19 - Канада U19 - Чили U19 - Колумбия U19 - Хорватия U19 - Чехия U19 - Дания U19 - Испания U19 - Эстония U19 - Франция U19 - Великобритания U19 - Германия U19 - Ирландия U19 - Израиль U19 - Италия U19 - Япония U19 - Казахстан U19 - Латвия U19 - Литва U19 - Люксембург U19 - Нидерланды U19 - Норвегия U19 - Новая Зеландия U19 - Польша U19 - ЮАР U19 - Россия U19 - Словения U19 - Швейцария U19 - Словакия U19 - Таиланд U19 - Украина U19 - Уругвай U19 - США U19 |
| |

## Маршрут
Старт и финиш располагался в Харрогейте, а сама трасса представляла 14-километровой круг через город Харрогейт в округе Северный Йоркшир, проходившийся два раза. Профиль круговой трассы технический и имел слегка холмистый профиль с тремя подъёмами. Первым располагался Отли Роуд (Otley Road) (протяжённость 1600 метров, средний градиент 3,4%), вершина которого находилась за 11,8 км до финишной черты. Затем шёл относительно прямой спуск и начинался второй подъём Пот Банк (Pot Bank) (протяжённость 600 метров, средний градиент 3,5%) за 7,4 км до финишной черты. Третий подъём Харлоу Мур (Harlow Moor) (протяжённость 1200 метров, средний градиент 5,2%) располагался за 6 км до финиша. Последний километр сначала включал на протяжении 400 метров три резких поворота, после чего начиналась финишная прямая длинной 600 метров шедшая в подъём (на первых 100 метрах градиент в 4%).
Общая протяженность маршрута составила 28 километра.

## Результаты
| \| Генеральная классификация \| Генеральная классификация \| Генеральная классификация \| Генеральная классификация \| Генеральная классификация \| \| Гонщик \| Гонщик \| Команда \| Время \| \| \| ------------------------- \| ------------------------- \| ------------------------- \| ------------------------- \| ------------------------- \| \| 1-й \| Антонио Тибери \| Италия U19 \| 38' 28 \| \| \| 2-й \| Энцо Лейнсе \| Нидерланды U19 \| + 8 \| \| \| 3-й \| Марко Бреннер \| Германия U19 \| + 13 \| \| \| 4-й \| Куинн Симмонс \| США U19 \| + 20 \| \| \| 5-й \| Мишель Хессманн \| Германия U19 \| + 28 \| \| \| 6-й \| Андреа Пикколо \| Италия U19 \| + 30 \| \| \| 7-й \| Ларс Бовен \| Нидерланды U19 \| + 44 \| \| \| 8-й \| Лео Хэйтер \| Великобритания U19 \| + 51 \| \| \| 9-й \| Оскар Нильссон-Жюльен \| Великобритания U19 \| + 1' 00 \| \| \| 10-й \| Финн Фишер-Блэк \| Новая Зеландия U19 \| + 1' 06 \| \| |                       |                    |         |
| |                       |                    |         |
| Источник: ProCyclingStats |                       |                    |         |
| Генеральная классификация |                       |                    |         |
| Гонщик | Гонщик                | Команда            | Время   |
| 1-й | Антонио Тибери        | Италия U19         | 38' 28  |
| 2-й | Энцо Лейнсе           | Нидерланды U19     | + 8     |
| 3-й | Марко Бреннер         | Германия U19       | + 13    |
| 4-й | Куинн Симмонс         | США U19            | + 20    |
| 5-й | Мишель Хессманн       | Германия U19       | + 28    |
| 6-й | Андреа Пикколо        | Италия U19         | + 30    |
| 7-й | Ларс Бовен            | Нидерланды U19     | + 44    |
| 8-й | Лео Хэйтер            | Великобритания U19 | + 51    |
| 9-й | Оскар Нильссон-Жюльен | Великобритания U19 | + 1' 00 |
| 10-й | Финн Фишер-Блэк       | Новая Зеландия U19 | + 1' 06 |